# Арабо-израильский конфликт
Ара́бо-изра́ильский конфли́кт — противостояние между рядом арабских стран, а также арабскими военизированными радикальными группировками, поддерживаемыми частью коренного арабского населения подконтрольных Израилю палестинских территорий, с одной стороны, и сионистским движением, а затем и Государством Израиль, с другой. Хотя Государство Израиль было создано только в 1948 году, фактически конфликту почти полторы сотни лет начиная с конца XIX века, когда было создано политическое сионистское движение, положившее начало борьбе евреев за собственное государство.
После распада Османской империи в результате её поражения в Первой мировой войне конфликт между евреями-сионистами и арабским населением Палестины сводился, главным образом, к территориальным притязаниям обеих сторон на подмандатную Палестину. В 1948 году соседние арабские страны объявили войну вновь созданному еврейскому государству. Таким образом, конфликт вышел за пределы Палестины и перерос в конфликт между Израилем и всеми остальными арабскими государствами в регионе. С подписанием мирного договора с Египтом (в 1979 году) и с Иорданией (в 1994 году) число враждебных Израилю государств сократилось.
В рамках крупномасштабного арабо-израильского конфликта принято выделять региональный палестино-израильский конфликт, обусловленный, в первую очередь, столкновением территориальных интересов евреев и арабов, проживающих в Палестине. В последние годы именно этот конфликт является источником политической напряжённости и открытых вооружённых столкновений в регионе.

## Позиции сторон

### Позиция Израиля
- Сионистское движение, на основе которого было создано государство Израиль, видит в Палестине историческую родину еврейского народа и исходит из утверждения, что этот народ имеет право на собственное суверенное государство. Это утверждение основывается на нескольких основных принципах:
  - Принцип равенства народов: подобно другим народам, у которых есть своё суверенное государство, евреи также имеют право жить в своей стране и управлять ею.
  - Принцип необходимости защиты евреев от антисемитизма: явление антисемитизма, кульминировавшее в целенаправленном геноциде против евреев (Холокост), проводившимся нацистской Германией в первой половине 1940-х годов, вынуждает евреев организоваться в целях самозащиты и найти территорию, которая служила бы убежищем в случае повторения катастрофы. Это возможно только с созданием еврейского государства.
  - Принцип исторической родины: как показывают многочисленные антропологические и археологические исследования, на территории Палестины начиная с XIII века до н. э. проживали еврейские племена, в XI—VI, II—I веках до н. э. существовали еврейские государства. Преобладающее присутствие евреев на этой территории сохранялось и после завоевания еврейского государства древности, Иудеи, вавилонским царём Навуходоносором II, на протяжении следующих веков с поочерёдным переходом земель из рук в руки, и вплоть до восстания Бар-Кохбы в 132 году н. э., после которого значительное количество евреев было изгнано римлянами из страны. Но даже после этого изгнания до V века н. э. в Галилее сохранялось еврейское большинство[1]. В иудаизме эта территория называется «Эрец-Исраэль», что в переводе означает «Земля Израиля». Согласно Библии, она была обещана Иакову (Израилю) Богом как Земля Обетованная, которую он предназначает для евреев. Со времени возникновения еврейского народа одной из основополагающих и проповедуемых иудаизмом идей является связь этого народа с землёй Израиля.
- Группа общественных организаций, представляющих интересы евреев, изгнанных из арабских стран в 1948—1970-е гг., чьи потомки составляют до 40 % населения Израиля[2], считает, что территории, приобретённые евреями в Израиле, несоразмерно меньше, чем утраченная ими в ходе изгнания недвижимость, а материальные потери согнанных со своих земель палестинцев также меньше, чем потери изгнанных евреев[3].

### Позиция арабских государств
- Арабские государства и местные арабы изначально были категорически против создания государства Израиль на территории Палестины, которую они считают арабской территорией.
- Радикально настроенные политические и террористические движения, а также правительства некоторых стран принципиально отрицают право Израиля на существование.
- С тенденцией усиления фундаменталистских настроений в арабском мире, начиная со второй половины XX века, арабская позиция дополняется распространением продиктованного религией убеждения, согласно которому эта территория является частью исконно мусульманских земель[4][5].
- Противники и критики Израиля считают, что политика данного государства на оккупированных территориях перешла в расизм и апартеид, постепенно лишая палестинцев их земли и грубо нарушая их права.
- В 2002 году Лига Арабских Государств (ЛАГ) приняла программу, известную как «Саудовская мирная Инициатива», выдвигающая условия окончательного мира с Израилем (см. ниже)[6].

## Критические противоречия
Основные проблемы, по которым стороны не могут прийти к взаимоприемлемому соглашению:

### Раздел Иерусалима
Иерусалим для евреев — центральное место в иудаизме, здесь были построены Первый и Второй храмы, здесь находится Стена плача (остатки Второго храма). Принцип «Иерусалим — вечная и неделимая столица еврейского государства» утверждён законом, принятым кнессетом, и ни один израильский лидер не может принять решение отдать этот город арабам. По-арабски город называется Аль-Кудс (в пер. «Священный») и является третьим по своей святости городом после Мекки и Медины для всех мусульман. Арабские лидеры также не могут отказаться от притязаний на Иерусалим.
Премьер-министр Израиля Эхуд Барак в 2001 году предложил беспрецедентный компромисс: он фактически согласился на раздел Иерусалима и на суверенитет палестинцев над большей частью Старого города и даже частью Храмовой горы. При этом предполагалось, что столица арабского государства будет находиться в пригороде. Однако арабы отказались от такого соглашения.

### Проблема беженцев
Изначально в ходе войны в 1948 году количество палестинских арабских беженцев составило почти 750 тысяч человек. Шестидневная война 1967 года стала причиной перемещения более 500 тыс. палестинских арабов, в том числе около 240 тыс. из беженцев предыдущей волны. На 2018 год с учётом потомков первоначальных беженцев, которые получают этот статус по наследству, их насчитывалось уже 5,26 млн человек и 5,94 млн — на июнь 2023 года. Арабы настаивают на безоговорочном праве этих людей вернуться на родину, однако Израиль не согласен с добавлением к миллиону арабов-граждан Израиля ещё несколько миллионов арабов, поскольку, по подсчётам специалистов, на палестинских территориях за десять лет может быть расселено не более 500 тысяч человек. Такое изменение демографии означает конец Израиля как еврейского государства, и ни один израильский политик на это не пойдёт.

### Проблема поселений
Около 600 тысяч израильтян живут в населенных пунктах, находящихся на Западном берегу Иордана. Палестинцы требуют ликвидации всех таких поселений и депортации всех их жителей на суверенную территорию Израиля. В 2005 году Израиль вывел всех своих граждан из сектора Газа и уничтожил все поселения там. Однако он не согласен сделать то же самое на Западном берегу Иордана.

### Голанские высоты
Голанские высоты были захвачены Израилем у Сирии в ходе Шестидневной войны в 1967 году. До этого этот район использовался сирийцами для систематических обстрелов израильских поселений в долине Хула. На декабрь 2024 года на Голанах проживали примерно 31 тысяча израильтян и 24 тысячи сирийских друзов. Сирия требует возврата этой территории без каких-либо дополнительных условий. Израиль аннексировал Голанские высоты в 1981 году и считает эту территорию критически важной для обеспечения безопасности страны. Переговоры по этой теме, проходившие при посредничестве США в 2000 году, не принесли никакого результата.

## История
История арабо-израильского конфликта уходит своими корнями в период, когда после Первой мировой войны произошёл распад Османской империи. К этому моменту уже существовал арабский национализм, целью которого было создание на населённых арабами территориях Османской империи независимых национальных государств. В то же время среди евреев, живших в Европе, существовал сионизм, представлявший собой движение за создание еврейского государства в Палестине. Религиозное и духовное единство евреев в диаспоре с Палестиной пережило века, но до конца XIX века в Палестину иммигрировали и поселились там лишь незначительные группы евреев, движимые чисто религиозными чувствами. К концу XIX века их насчитывалось около 50 тыс. человек. 
До начала XX века конфликты между евреями и арабами случались крайне редко, кроме чисто уголовных проблем с набегами грабителей на еврейские колонии. На Ближнем Востоке только в Палестине арабская иммиграция превышала эмиграцию. Арабы извлекали выгоду из приезда евреев на эту территорию, поскольку это создавало спрос на рабочую силу и рынок сбыта сельхозпродукции. Переезжая в Палестину, арабы стремились поселиться в районах с высокой плотностью еврейского населения. При этом сионисты не восприняли всерьез рост арабского национализма. 
Но под влиянием пропаганды сионистов число переселенцев росло. Ранний сионистский идеолог Ахад Гаам предупреждал, что еврейские поселенцы ни при каких обстоятельствах не должны возбуждать гнев местных жителей. Однако приток евреев в Палестину приводил к конфликтам с местным арабским населением.
В 1917 году власти Великобритании, нуждавшиеся в поддержке евреев в Первой мировой войне, издали так называемую декларацию Бальфура, в которой было обещано создание еврейского «национального очага» в Палестине.
После окончания Первой мировой войны, в 1919 году, лидер сионистов Хаим Вейцман встретился с одним из вождей арабских националистов, эмиром Фейсалом, в надежде на сотрудничество. Фейсал подписал с Вейцманом соглашение, в котором обязался поддержать притязания сионистов в Палестине при условии, что арабские планы национального возрождения будут осуществлены в Сирии и Ираке. Но большого значения это соглашение не имело.
Лига Наций решила передать Палестину под управление Великобритании в соответствии с установленной Лигой системой мандатов для «установления в стране политических, административных и экономических условий для безопасного образования еврейского национального дома». Путями создания еврейского «национального дома» в Палестине, пропагандируемыми Сионистской организацией, были массовая иммиграция и скупка земли, а также отказ нанимать арабских рабочих для работы на еврейских фермах и в еврейских поселениях. Массовая иммиграция евреев в Палестину началась вскоре после окончания Первой мировой войны, что привело к ожесточённому сопротивлению со стороны арабов уже в 1920 и 1921 годах.

### Период Британского мандата
- Беспорядки в подмандатной Палестине (1920), Беспорядки в подмандатной Палестине (1929), Беспорядки в подмандатной Палестине (1933) — Беспорядки в подмандатной Палестине, еврейские погромы
- 1936—1939 — Арабское восстание
- 1941 — Фархуд (крупнейший еврейский погром в Багдаде)
- 1945—1947 — серия еврейских погромов (Триполи, Каир, Алеппо, Манама[англ.] — Бахрейн, Аден)
- 1947 — принятие ООН плана по разделу Палестины на арабское и еврейское государства.

### После создания Государства Израиль (1948)

#### Взаимоотношения с арабскими странами (войны и конфликты)
- 1948 — Война за независимость и исход арабов
- 1948—1970-е гг. — массовый исход евреев из арабских стран в результате погромов и притеснений, приток населения в Израиль
- 1949—1955 — поддержка «партизанской войны» против Израиля с территорий, оккупированных Египтом и Иорданией, и Сирии[21][22][23].
- 1956 — Суэцкий кризис
- 1967 — Шестидневная война
- 1967—1970 — Война на истощение
- 1973 — Война Судного дня
- 1979 — Кэмп-Дэвидские соглашения и Египетско-израильский мирный договор
- 1982 — Ливанская война
- 1994 — Израильско-иорданский мирный договор
- 2000 — вывод войск из Южного Ливана
- 2006 — Вторая Ливанская война
- 2023 — н.в. — Война на Ближнем Востоке

В течение первых десятилетий существования еврейского государства арабские страны продолжали оспаривать легитимность его создания, а арабские националисты, возглавляемые Насером, продолжали призывать к его уничтожению.
В октябре 1948 года египтяне организовали в Каире «правительство Палестины» во главе с муфтием аль-Хусейни, правительство располагалось в Газе. Однако, несмотря на признание Сирией, Ливаном и Ираком, оно осталось марионеточным и зависимым от Египта. Трансиордания, в свою очередь, организовала конференцию в Иерихоне, которая приняла резолюцию с призывом объединения Палестины и Трансиордании под эгидой короля Абдаллаха.
В 1956 году Израиль присоединился к секретному союзу Великобритании и Франции, стремившихся вернуть контроль над Суэцким каналом, национализированным Египтом. После захвата Синайского полуострова в ходе Суэцкого кризиса, Израиль был вынужден отступить под давлением США и СССР в обмен на гарантии прохода израильских судов через Суэцкий канал и их выхода в Красное море.

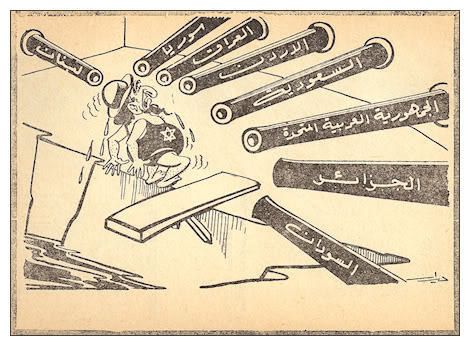
Антиизраильская карикатура.
Al Jarida, Бейрут, 31 мая 1967

В 1967 году Египет, Сирия и Иордания стянули свои войска к границам Израиля, изгнали миротворцев ООН и заблокировали вход израильским кораблям в Красное море и Суэцкий канал. На юге продолжались атаки боевиков-федаинов. В своём выступлении по радио Насер призвал арабские государства сбросить Израиль в море. Эти действия стали для руководства Израиля поводом для превентивной атаки и начала войны (casus belli), вошедшей в историю под названием Шестидневная война. В этой войне Израиль в считанные дни достиг убедительной победы, захватив Синайский полуостров, сектор Газа, Западный берег реки Иордан, Восточный Иерусалим и Голанские высоты. Зелёная черта 1949 года потеряла значение, как линия прекращения огня, и приобрела политический статус в разрешении арабо-израильского конфликта (с точки зрения ООН территории за пределами «Зелёной линии» считаются оккупированными Израилем, с точки зрения Израиля — это спорные территории); границы Иерусалима были расширены и на восточную часть города.
6 октября 1973 года, в Йом-кипур (Судный день) — наиболее священный день в еврейском календаре, когда все верующие евреи находятся в синагогах — Египет и Сирия одновременно атаковали Израиль. Для правительства Израиля эта война стала полной неожиданностью. Война Судного дня закончилась 26 октября. Несмотря на значительные потери, нападение египетской и сирийской армий было успешно отражено ЦАХАЛем, после чего войска вернулись на прежние позиции. Хотя внутреннее расследование результатов войны сняло с правительства ответственность за случившееся, недовольство общественности заставило премьер-министра Голду Меир уйти в отставку.
В ноябре 1977 состоялся исторический визит Садата в Израиль, где он выступил перед Кнессетом в Иерусалиме, признав за еврейским государством, таким образом, право на существование. Тем самым, Египет — самая большая и сильная в военном отношении арабская страна — первой нарушила провозглашённый в 1967 году в Хартумской резолюции принцип «трёх нет» — «нет» миру с Израилем, «нет» — признанию Израиля, «нет» — переговорам с Израилем. Этот беспрецедентный акт положил начало серьёзному мирному процессу.
Визит президента Садата в Иерусалим вызвал возмущение в большинстве арабских стран. Правительства и СМИ Сирии, Ирака, Алжира, Ливии, а также ООП обвинили Садата в предательстве арабского дела и прислужничестве «империалистическо-сионистскому заговору». Иордания и Саудовская Аравия, занявшие первоначально нейтральную позицию, впоследствии присоединились к протесту против мирной инициативы Садата. Вместе с тем, такие арабские страны, как Судан, Марокко и Оман, оказали Садату определённую поддержку, а Тунис, Йемен и Сомали не стали осуждать Египет.
Сирия, Иордания и Ливан, а также представители палестинцев категорически отвергли предложение Садата принять участие в переговорах с Израилем в рамках Каирской конференции. Иордания также отвергла и все приглашения присоединиться к переговорам при посредничестве США.
В декабре 1977 в Триполи главы государств «Фронта отказа»: Сирии, Алжира и Ливии, а также представители Ирака, Южного Йемена и ООП резко осудили египетского президента, объявив политический бойкот встречам Арабской лиги в Каире и торговый бойкот египетским компаниям, которые будут иметь дело с Израилем. Было также объявлено о «замораживании» дипломатических отношений этих стран с Египтом. Египет, в свою очередь, разорвал отношения с этими странами, лишив ООП своей поддержки.

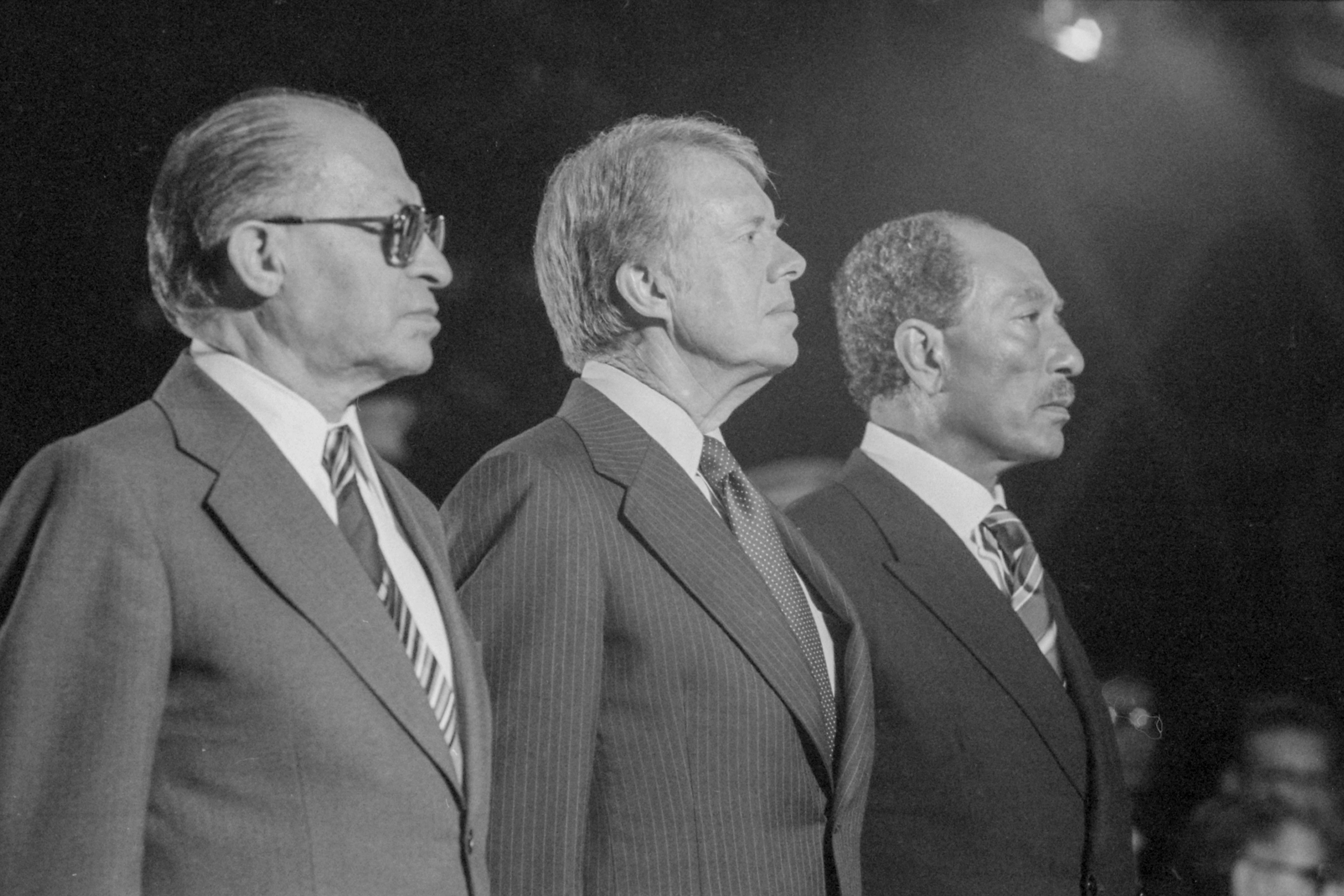
Менахем Бегин, Джимми Картер и Анвар Садат в Кэмп-Дэвиде

Год спустя, президент США Джимми Картер пригласил А. Садата и М. Бегина на саммит в Кэмп-Дэвиде, чтобы обсудить с ними возможность окончательного мирного договора. Переговоры проходили с 5 по 17 сентября 1978 года и окончились подписанием в Вашингтоне двух документов, озаглавленных «Принципы для подписания мирного договора между Египтом и Израилем» и «Принципы мира на Ближнем Востоке». 26 марта 1979 года Бегин и Садат подписали в Вашингтоне мирный договор между Израилем и Египтом, положивший конец войне между двумя государствами и установивший между ними дипломатические и экономические отношения. По условиям договора, Израиль возвращал Египту Синайский полуостров и признал «законные права палестинского народа». Было также достигнуто обоюдное принципиальное согласие на предоставление автономии жителям контролируемых Израилем территорий до окончательного решения вопроса об их будущем политическом статусе.
После подписания мирного договора между Израилем и Египтом, новая встреча глав арабских государств постановила привести в действие меры против Египта, намеченные ранее: Египет был исключён из Арабской лиги, всякая экономическая помощь арабских стран Египту была прекращена, те арабские государства, которые до этого момента ещё поддерживали с Египтом дипломатические отношения (кроме Судана, Сомали и Омана), разорвали их. Таким образом, арабский мир выступил против самого большого арабского государства, претендовавшего на роль его лидера.
В 1979 году Израиль вывел все свои войска и эвакуировал поселенцев с Синайского полуострова.
7 июня 1981 года, в ходе операции «Опера», израильская авиация разбомбила на территории Ирака недостроенный ядерный реактор «Осирак». Это военное вторжение было осуждено резолюцией 487 Совбеза ООН.
В 1982 году Израиль вмешался в Ливанскую гражданскую войну для того, чтобы уничтожить базы ООП, с которых велись атаки на Израиль и производились обстрелы северной части страны. Эта операция была названа «Мир Галилее», но впоследствии получила название Первая ливанская война[уточнить]. В результате израильского вторжения погибло, по ливанским данным (газета «Ан-Нахар»), 18 000 человек, из которых более половины — комбатанты (боевики ООП, сирийские военнослужащие и др.), что составляет примерно 13 % погибших в ходе гражданской войны в Ливане. В 1985 году Израиль вывел войска с большей части территории Ливана, кроме буферной зоны, которая оставалась под израильским контролем до 2000 года.
В 1994 году был подписан Израильско-иорданский мирный договор, что сделало Иорданию второй арабской страной, нормализовавшей отношения с Израилем.
В 2000 году премьер-министр Эхуд Барак вывел войска из Южного Ливана.
В 2002 году Лига Арабских Государств (ЛАГ) приняла программу, известную как Саудовская Инициатива. В ней ЛАГ предлагает Израилю отступить с оккупированных им в ходе Шестидневной войны территорий к границе 1967 г., признать Палестинское государство на территории Западного берега реки Иордан и сектора Газа со столицей в Восточном Иерусалиме и позаботиться о справедливом решении проблемы палестинских беженцев. В ответ на эти действия Израиля, страны члены ЛАГ обязуются считать арабо-израильский конфликт законченным, признать Израиль, заключить с ним мир и установить дипломатические отношения. Израиль по состоянию на май 2019 года до сих пор не дал официального ответа на это предложение.
12 июля 2006 года ливанская шиитская террористическая организация Хезболла, поддерживаемая Сирией и Ираном, запустила несколько ракет по израильским населённым пунктам и атаковала позиции израильских войск. Боевики Хезболлы пересекли израильскую границу, захватив двух солдат в заложники. Провокационные действия Хезболлы разожгли Вторую ливанскую войну. Под давлением ООН конфликт закончился прекращением огня. После окончания войны начальник израильского генерального штаба Дан Халуц ушёл в отставку.
В мае 2008 года стало известно о непрямых переговорах с Сирией в Турции, которые были прерваны в декабре 2008 года в связи с началом операции «Литой Свинец» в секторе Газа.

#### Взаимоотношения с палестинскими арабами
- 1948 — Арабо-израильская война 1948—1949 годов
- 1948—1950 — возникновение проблемы палестинских беженцев
- 1949—1955 — «партизанская война» против Израиля с территорий, оккупированных Египтом и Иорданией, и Сирии[21][22][23]
- 1967 — в ходе Шестидневной войны Израиль захватил территории, населённые палестинскими арабами
- 1970 — изгнание ООП из Иордании на территорию Ливана (Чёрный сентябрь)
- 1972—1982 — международный террор палестинских радикальных организаций и атаки на Израиль с территории Ливана
- 1979 — Кэмп-Дэвидские соглашения
- 1982 — Ливанская война, изгнание ООП из Ливана в Тунис
- 1987—1991 — Первая палестинская интифада
- 1993, 1995 — Соглашения в Осло
- 1994 — создание Палестинской автономии
- 2000 — начало Интифады Аль-Акса
- 2005 — односторонний выход из сектора Газа
- 2008—2009 — Операция «Литой свинец» в секторе Газа
- 2012 — Операция «Облачный столп» в секторе Газа
- 2014 — Операция «Нерушимая скала» в секторе Газа
- 2019 — Операция «Чёрный пояс» в секторе Газа
- 2021 — Израильско-палестинский кризис
- 2022 — Операция «Рассвет»
- 2023—н.в. — Вторжение ХАМАС в Израиль и последовавшая за ней война в Газе
- 2025—н.в. — Операция «Железная стена»

#### От Шестидневной Войны 1967 до «Соглашений в Осло» 1993 гг.
После победы Израиля в Шестидневной войне в 1967 году, Израиль занял Иудею, Самарию (Западный берег реки Иордан) и сектор Газа, населённые в основном палестинскими арабами, часть населения которых составляли беженцы с территорий, перешедших под контроль Израиля в ходе Арабо-Израильской войны 1947-49 гг. Израиль не аннексировал захваченные им в 1967 году территории и не предоставил их арабским жителям своего гражданства. Территории, перешедшие под контроль Израиля в 1967 году, определяются ООН, ЕС, США, РФ и подавляющим большинством стран мира как оккупированные. МИД Израиля определяет их как спорные. В 1973 году, после Войны Судного дня, было создано движение для восстановления исторических еврейских поселений в Иудее, Самарии и секторе Газа, жителями которых являются граждане Израиля. Создание этих поселений активно поощрялось и финансировалось правительством Израиля.
Поражение арабских государств в 1967 году привело к росту арабского радикализма и терроризма — была активизирована деятельность Организации Освобождения Палестины (ООП), изначальной целью которой была «вооружённая борьба как единственный путь освобождения Родины» и создание на территории бывшей подмандатной Палестины единого светского государства. В конце 60-х — начале 70-х палестинские террористы предприняли по всему миру первую волну атак на израильтян. Одним из наиболее известных терактов стал захват израильских атлетов на Летней Олимпиаде в 1972 году в Мюнхене. Немецкие спецслужбы предприняли неудачную попытку освобождения заложников, в результате которого все заложники были убиты террористами. Некоторое время спустя террористы, ответственные за этот теракт и выжившие после штурма, оказались на свободе. Израильские спецслужбы провели ответную операцию «Гнев Божий», в ходе которой все участники и организаторы нападения были выслежены и убиты.
С 1967 года до 1970 года основные силы ООП находились в Иордании. Между силами ООП и Израилем происходили частые конфликты, причём ООП постоянно вторгалась на территорию Израиля для проведения терактов, а армия Израиля иногда вторгалась на территорию Иордании для акций против ООП. В 1970 году в результате вооружённого конфликта с властями Иордании, силы ООП перебазировались в Ливан, продолжив, (наряду с участием в гражданской войне в Ливане), свои террористические действия против Израиля. Этот конфликт продолжался до 1982 года, когда Израиль вторгся в Ливан для изгнания оттуда ООП. После кровопролитных боёв, согласно международному соглашению, основные силы и руководство ООП были вынуждены эвакуироваться в Тунис.
В 1974 году ООП приняла программу, предусматривающую возможность существования Палестинского государства на части территории бывшей подмандатной Палестины, одновременно с Израилем, хотя окончательной целью всё ещё декларировалось образование в Израиле-Палестине единого светского демократического государства. В 1988 году ООП, чьё руководство тогда находилось в Тунисе, провозгласила создание государства Палестина и заявила о признании резолюций ООН, относящихся к разрешению арабо-израильского конфликта. Тем самым ООП соглашалось признать государство Израиль, упомянутое в этих резолюциях и образовать Палестинское государство на Западном берегу реки Иордан и в секторе Газа.
В 1987 году на территории Западного Берега реки Иордан и в секторе Газа началось восстание арабского населения против израильского управления и оккупации — Первой интифаде В результате беспорядков за последующие шесть лет интифады были убиты около 180 израильтян и более тысячи арабов. Большинство[сколько?] из них были убиты израильскими войсками, часть из них[сколько?] стала жертвой внутренних конфликтов.
Во время Войны в Персидском заливе в 1991 году многие палестинские арабы и ООП поддерживали Саддама Хусейна и приветствовали иракские ракетные атаки по Израилю.

#### После «Соглашений в Осло»

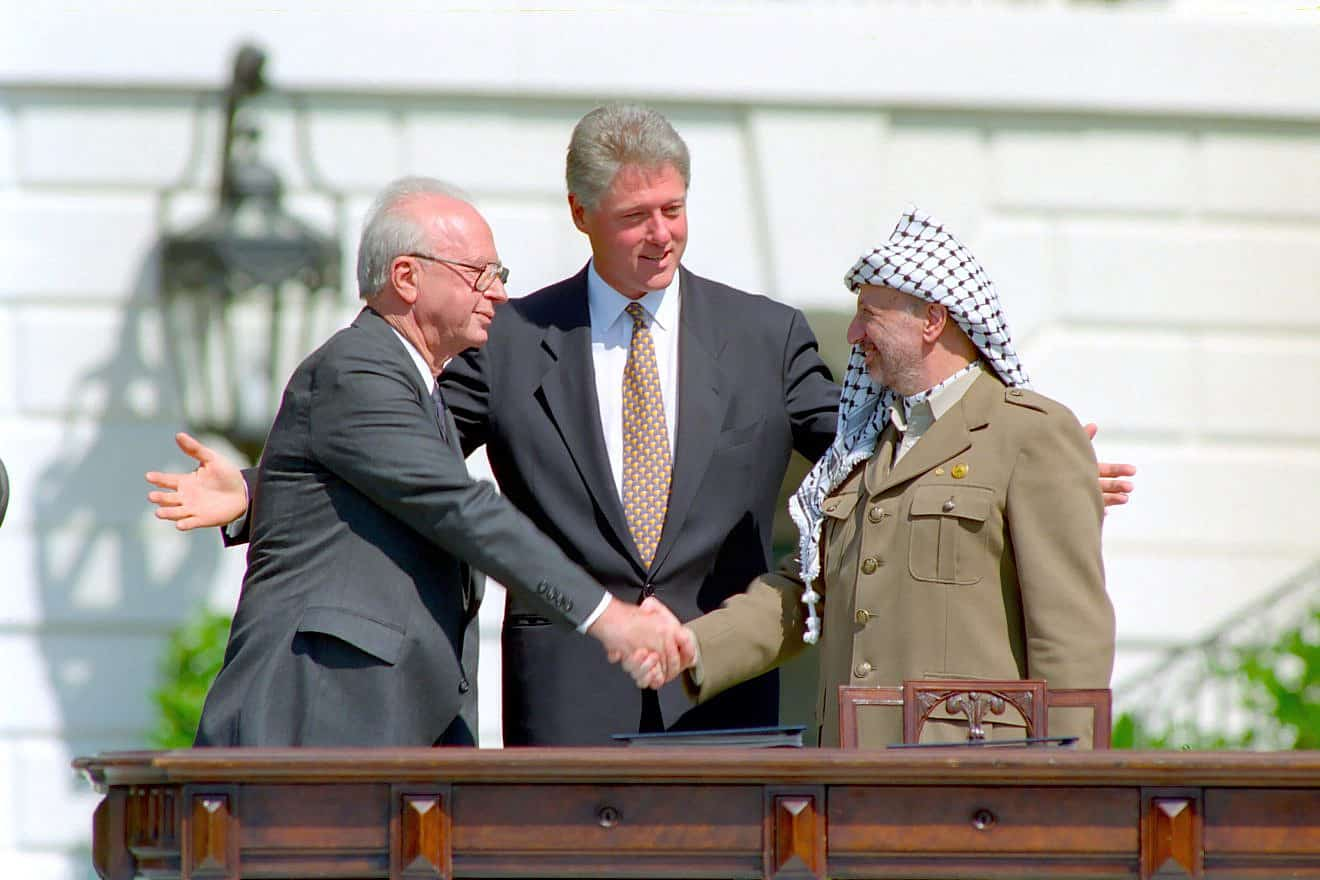
Ицхак Рабин и Ясир Арафат пожимают руки, рядом с президентом Биллом Клинтоном, на подписании соглашений в Осло, 13 сентября, 1993 года.

После того, как в 1992 году премьер-министром Израиля стал Ицхак Рабин, Израиль продвигал политику компромисса с арабскими соседями.
Уже в 1993 году Шимон Перес и Махмуд Аббас подписали в Осло мирные соглашения, согласно которым была создана Палестинская национальная администрация (ПНА), получившая контроль над частью Западного берега реки Иордан и сектором Газа. Согласно «Соглашениям в Осло», ООП обязывалась признать право Израиля на мир и безопасность и прекратить террористическую деятельность. В течение 5 лет планировалось подписать окончательное соглашение об урегулировании.
Поддержка мирных соглашений израильским обществом и палестинцами пошла на спад после продолжения терактов и нападений на израильские мирные и военные цели со стороны палестинских исламистских группировок непосредственно после подписания соглашений, продолжения ответных действий израильской армии против палестинских группировок, в ходе которых гибли и мирные жители, теракта в Пещере патриархов в Хевроне, совершённой еврейским террористом и постоянных терактов палестинских террористов-смертников из враждебных ООП исламистских группировок.
В ноябре 1995 года Ицхак Рабин был убит правым экстремистом Игалем Амиром.
В конце 1990-х годов премьер-министр Беньямин Нетаньяху отвёл войска из Хеврона и подписал «Уай-Риверский меморандум», регулирующий права палестинцев на самоуправления. Тем не менее, окончательное урегулирование, предусмотренное «Соглашениями в Осло», в предусмотренный срок достигнуто не было.

#### Саммит в Кэмп-Дэвиде
В июле 2000 года премьер-министр Эхуд Барак проводил переговоры с Ясиром Арафатом на саммите в Кэмп-Дэвиде при посредничестве президента США Билла Клинтона. На этом саммите Эхуд Барак предложил план создания палестинского государства на 97 % территории Западного берега реки Иордан и сектора Газа. При этом он предлагал немедленно передать палестинскому государству весь сектор Газа и 73 % территории Западного берега, и в течение 10-25 лет перевести под палестинский контроль ещё 20 % его территории. В случае реализации такого предложения, на первых порах Палестинское государство состояло бы из 4 несвязанных частей, между которыми были бы территории, подконтрольные Израилю, и не имело бы внешних границ ни с одним государством, кроме Израиля. Согласно Израильским предложениям, большая часть Иерусалима, включая Восточный Иерусалим, осталась бы под израильским суверенитетом. Палестинское государство должно было быть демилитаризированным. Арафат отверг эти предложения. После провала переговоров и провокативного (с точки зрения многих палестинцев) визита Ариэля Шарона, лидера партии Ликуд на Храмовую Гору, палестинские арабы начали Интифаду Аль-Аксы.

#### Вторая интифада
В 2001 году премьер-министром Израиля стал Ариэль Шарон. В начале его премьерства мирные переговоры между Израилем и Палестинской Администрацией практически прекратились. В годы премьерства Шарона палестинские террористические организации резко усилили свою деятельность. По данным правозащитной организации Бецелем, за период с 2000 года по 2008 год погибло более 1053 израильтян, из них 335 военнослужащих (большая часть из них в 2001—2005 гг.). Это число превышает количество израильтян, погибших в ходе Шестидневной войны. Согласно данным Шабака, за первые 4 года интифады погибло 1017 израильтян и 5598 были ранены. За это время было совершено 138 терактов с участием смертников, выпущено 480 ракет «Касам» и 313 других ракет и снарядов. Количество обстрелов достигло 13 730.
Израильская армия, в свою очередь, неоднократно проводила операции и авиаудары на подконтрольных Палестинской автономии территориях. По утверждению израильской стороны, целью этих действий было уничтожение террористов и «инфраструктуры террора». В результате, с 2000 года по 2006 год, по данным «Бецелем», погибло 4281 палестинцев, из них 2038 — гражданские лица, тысячи людей были ранены и остались без крова. Удары так же наносились по учреждениям Палестинской Администрации и станциям палестинской полиции, многие города, ранее переданные под управление Палестинской автономии, были реоккупированы ЦАХАЛом. Израиль обвинил власти ПА в поддержке и организации террора. С весны 2002 года до своей смерти от неизвестной причины осенью 2004 года президент Палестинской автономии Ясир Арафат находился под домашним арестом в своей резиденции в Рамалле.
В 2005 году правительство Шарона осуществило план одностороннего выхода из сектора Газа, в результате которого были разрушены 25 еврейских поселений и более 7 тысяч человек потеряли свои дома (получив в среднем компенсацию в размере 300 тыс. долларов на семью)). Шарон также начал строительство Забора Безопасности (Израильский разделительный барьер) между израильской территорией и Западным берегом реки Иордан. В январе 2006 года Ариэль Шарон перенёс инсульт, после которого остался в коме, и пост премьер-министра занял Эхуд Ольмерт.

#### Вторая ливанская война и конфликт в секторе Газа
В январе 2006 года на парламентских выборах на территориях, контролируемых Палестинской Администрацией, победу одержало радикальное исламистское движение ХАМАС, признанное в Израиле и ряде других стран террористическим. Движение ХАМАС изначально находилось в оппозиции к ООП и партии ФАТХ, руководимых Ясиром Арафатом и не признавало соглашений в Осло.
12 июля 2006 года произошёл ракетно-миномётный обстрел укреплённого пункта «Нурит» и приграничного населённого пункта Шломи на севере Израиля (при обстреле были ранены 11 человек) с одновременным нападением на пограничный патруль (убийство трёх и захват двух израильских военнослужащих) Армии обороны Израиля на израильско-ливанской границе боевиками «Хезболлы».
После этого Израиль начал военную операцию против «Хезболлы». В ходе наземной операции армии Израиля удалось продвинуться вглубь ливанской территории на 15—20 км, выйти к реке Литани и в значительной степени зачистить оккупированную территорию от боевиков «Хезболлы». Кроме того, боевые действия на юге Ливана сопровождались непрерывными бомбардировками населённых пунктов и объектов инфраструктуры на всей территории Ливана. Боевики «Хезболлы» в течение месяца проводили массированный ракетный обстрел северных городов и поселений Израиля. Боевые действия продолжались с 12 июля по 14 августа 2006 года, когда в соответствии с резолюцией Совета Безопасности ООН было объявлено прекращение огня.
1 октября 2006 года Израиль завершил вывод войск с территории Южного Ливана. Контроль над югом Ливана полностью перешёл к подразделениям правительственной ливанской армии и миротворцам ООН. К началу октября на юге Ливана уже были дислоцированы около 10 тыс. ливанских военных и свыше 5 тыс. миротворцев.
Летом 2007 года между сторонниками ФАТХ и ХАМАС произошёл вооружённый конфликт, в результате которого сектор Газа оказался под контролем движения ХАМАС, а части Западного берега, находящиеся под управлением ПА, оказались под контролем ФАТХ. С лета 2007 года Израиль усилил блокаду сектора Газа, которая продолжается до сих пор.

#### Операция «Литой свинец»
27 ноября 2007 года Эхуд Ольмерт и Махмуд Аббас согласились начать переговоры и прийти к окончательному соглашению по палестинскому государству к концу 2008 года. Однако, сделать это не удалось, переговоры были прерваны в конце декабря 2008 года в связи с проведением Израилем в секторе Газа операции «Литой свинец» против группировки ХАМАС. Израиль объяснял проведения операции «Литой Свинец» необходимостью прекратить многолетние ракетные обстрелы из Газы, в результате операции погибло более 1300 палестинцев и 14 израильтян.
В 2009 году переговоры с ФАТХ продолжились с участием нового премьер-министра Израиля Беньямина Нетаниягу и нового президента США Барака Обамы. 21 июня Нетаниягу выступил со своим планом ближневосточного урегулирования, в рамках которого выразил согласие на создание палестинского государства с ограниченными правами, в случае признания палестинцами Израиля как национального дома еврейского народа, и получении гарантий безопасности Израиля, в том числе, международных.
В ноябре 2009 года правительство Израиля заявило о десятимесячном моратории на строительство в еврейских поселениях на Западном берегу реки Иордан, однако этот мораторий не удовлетворил палестинскую сторону, поскольку он не касался Восточного Иерусалима.
2 сентября 2010 года прямые переговоры между ПНА и израильским правительством были возобновлены. Однако эти переговоры находятся под угрозой срыва из-за противоречий в израильском правительстве по поводу продления моратория на строительство поселений и из-за нежелания палестинской администрации продолжать прямые переговоры, в случае, если мораторий не будет продлён.

#### Операция «Облачный столп»
9 сентября 2012 года с территории сектора Газа было выпущено три ракеты по южным городам Израиля, что в дальнейшем способствовало новой эскалации конфликта. 14 ноября 2012 года Израиль начал военную операцию «Облачный столп» в секторе Газа.
21 ноября было заключено перемирие, которое на следующий же день нарушило движение ХАМАС. Тем не менее, палестинская сторона обвиняет Израиль в нарушении перемирия. 23 ноября 2012 года Организация Освобождения Палестины пожаловалась в ООН на нарушение перемирия со стороны Израиля.

#### Операция «Нерушимая скала»
Вечером 12 июня 2014 года на Западном берегу Иордана были похищены трое еврейских подростков. Израильское руководство возложило ответственность за их похищение на ХАМАС. Трупы похищенных подростков были найдены 30 июня. За две с половиной недели в ходе поисково-спасательной операции и столкновений военными были убиты 7 палестинцев, задержаны — 419, из которых 279 состоят в ХАМАСе. 59 из них были прежде выпущены на волю в рамках «сделки Шалита».
Началу операции также предшествовали массированные ракетные обстрелы из сектора Газа юга Израиля. Так, в июне 2014 года было 30 обстрелов, во время которых боевики выпустили 66 ракет и ранили троих граждан. Только за 8 дней июля произведено 104 обстрела, выпущено 250 ракет и семеро граждан ранено. 7 июля из сектора Газа было выпущено 80 ракет. Сначала обстреливались территория Западного Негева и населённые пункты, граничащие с сектором Газа, затем города Ашдод и Нетивот. В зоне поражения оказались города, не подвергавшиеся обстрелам с момента окончания операции «Облачный столп» в ноябре 2012 года.
7 июля 2014 года на заседании узкого кабинета по вопросам безопасности было принято решение начать контртеррористическую операцию под кодовым названием «Нерушимая скала».
26 августа 2014 года в Каире было подписано соглашение о прекращении огня на неограниченный срок.

#### Столкновения на границе Израиля и сектора Газа (2018)
Весной 2018 года состоялась серия массовых антиизраильских выступлений палестинцев на границе между сектором Газа и Израилем, организованных движением ХАМАС. ХАМАС назвал их «Великим маршем возвращения» с тем, чтобы привлечь внимание к одному из главных аспектов ближневосточного конфликта — судьбе палестинцев, после 1948 года бежавших от израильских войск и ныне разбросанных по разным странам мира. Часть протестующих, общее число которых составляло от нескольких до 50 (14 мая) тысяч человек[уточнить], начиная с 30 марта вступали в стычки с военнослужащими Армии обороны Израиля у разделительного ограждения на границе, забрасывая их камнями и бутылками с зажигательной смесью и пытаясь повредить заграждения горящими покрышками. В ответ, армией были применены водомёты и другие средства для разгона демонстраций, а в ряде случаев — и огонь на поражение, что привело к десяткам человеческих жертв среди участников марша. Совет Безопасности ООН на чрезвычайном заседании 31 марта 2018 года осудил применение насилия в секторе Газа.
В сентябре 2020 года в Вашингтоне при посредничестве США Израиль подписала документы («Авраамовы соглашения») о нормализации отношений с ОАЭ и Бахрейном.

#### Израильско-палестинский кризис (2021)
6 мая 2021 года начались столкновения между палестинскими и еврейскими демонстрантами, в конфликт вмешалась полиция Израиля, пытаясь его остановить. Конфликт разгорелся из-за запланированного решения Верховного суда Израиля о выселении палестинцев из жилых домов в квартале Шейх-Джаррах, районе Восточного Иерусалима. Вечером 7 мая, группа палестинских арабов закидала камнями и петардами полицейских, стоящих у Шхемских ворот, увлекая их за собой к мечети Аль-Акса, что усугубило конфликт. После этого исполнение решения Верховного суда было отсрочено на 30 дней, поскольку Юридический советник правительства Израиля Авихай Мандельблит стремился снизить напряжённость.
9 мая, на фоне марша группы крайне правых еврейских националистов, который позже был отменён, израильская полиция, отвечающая за охрану правопорядка и общественного спокойствия, была вынуждена штурмовать мечеть Аль-Акса, главное священное место для мусульман. В ответ с 10 по 12 мая ХАМАС и «Исламский джихад» выпустили более 1500 ракет по Израилю, по данным пресс-службы Армии обороны Израиля, поразив дома и школу, убив двух и ранив минимум 70 израильских мирных жителей.
Израиль ответил авиаударами по объектам военной инфраструктуры в Газе, и, как сообщили официальные источники сектора, по меньшей мере 30 палестинцев были убиты, в том числе десять детей, и ещё 203 были ранены. По данным пресс-службы Армии обороны Израиля, по меньшей мере пятнадцать из убитых были членами террористической группировки ХАМАС. 11 мая, в результате авиаудара ВВС Израиля, обрушилась 13-этажная жилая башня в Газе, где размещался офис, используемый политическим руководством ХАМАС. Накануне, следуя традиционной тактике точечных авиаударов, руководство ВВС Израиля оповестило жителей о необходимости покинуть здание и укрыться в защищённых помещениях.
30 января 2022 года президент Израиля Ицхак Герцог начал первый в истории официальный визит в ОАЭ по приглашению принца Мухаммеда бен Заида Аль Нахайяна.

#### Операция «Рассвет»
1 августа 2022 года израильские военные арестовали Бассема Саади, лидера «Исламского джихада» на Западном берегу реки Иордан. Позже, на фоне обострения напряжённости, дороги на юге Израиля были закрыты на границе между Израилем и Газой, а подкрепление было отправлено на юг после угроз нападения из Газы.
5 августа 2022 года ЦАХАЛ объявили о начале военной антитеррористической операции в Секторе Газы, направленной против группировки «Исламский джихад». В граничащих с Газой районах Израиля было введено особое положение. Израильские военные сообщили о гибели одного из командиров группировки, Тайсира Джабари в результате ракетного удара. На следующий день командир ПИД в южной части сектора Халед Мансур также был ликвидирован. Руководство полиции Израиля объявило о приведении личного состава во всех районах страны в режим повышенной готовности. С начала операции по Израилю было выпущено более 900 ракет и снарядов. 95 % из тех, что могли попасть в населённые пункты или важные объекты, были перехвачены противоракетной установкой «Железный купол».
Министр обороны Израиля утвердил призыв до 25 000 резервистов «для оперативных целей». На 6 августа 2022 года, ЦАХАЛ задержали 20 боевиков в ходе антитеррористических рейдов по палестинским населённым пунктам в Иудее и Самарии. Среди них — 19 боевиков ПИД.
7 августа 2022 года было согласовано перемирие, которое вступило в силу в 23:30 (20:30 по Гринвичу).

#### Война на Ближнем Востоке (с 2023)
Война на Ближнем Востоке началась 7 октября 2023 года с вторжения в Израиль группировки ХАМАС. В ответ Израиль 27 октября вторгся в контролируемый ХАМАС сектор Газа и к концу мая 2024 года взял под контроль большую часть его территории, включая Филадельфийский коридор на границе с Египтом. Боевые действия не ограничились территорией сектора Газа и прилегающей к нему территорией Израиля.
В войне на стороне ХАМАС приняли участие Иран и подконтрольные ему шиитские группировки — ливанская «Хезболла», йеменские хуситы и иракские шиитские формирования, начавшие систематические обстрелы территории Израиля ракетами и дронами. Кроме этого, хуситы блокировали Баб-эль-Мандебский пролив, систематически нападая на суда, которые они объявляли имеющими отношение к Израилю или идущие в израильский порт Эйлат на Красном море. В попытках проникновения на территорию Израиля через ливанскую границу и терактах на Западном берегу Иордана приняли участие союзные ХАМАС палестинские группировки, в том числе Палестинский исламский джихад.
Израиль в ответ начал массовые бомбардировки ливанских территорий, подконтрольных «Хезболле», каналов снабжения оружием этой группировки в Сирии, а затем ввёл войска на приграничную ливанскую территорию, занятую «Хезболлой» вопреки Резолюции СБ ООН 1701. Также Израиль организовал массовые ликвидации членов ХАМАС и «Хезболлы», включая лидеров этих организаций вне зависимости от их местонахождения. С июля 2024 года Израиль проводит бомбардировки объектов хуситов на территории Йемена.
На стороне Израиля выступила военная коалиция во главе с США. Группа из 20 стран приняла участие в военной операции против хуситов с целью обеспечения безопасности морского судоходства в районе Красного моря. Кроме этого, вооружённые силы США, Великобритании и других стран оказали помощь Израилю в отражении ракетных атак. Иранский Корпус стражей исламской революции осуществил несколько обстрелов американских объектов в Ираке и Сирии.
В результате успешных операций Израиля против Хезболлы и свержения в Сирии оппозиционными силами режима Башара Асада в декабре 2024 года в Сирии иранская «ось сопротивления» оказалась существенно подорвана. 8 декабря 2024 года Израиль ввел войска в демилитаризованную зону на линии разграничения с Сирией. В июне 2025 года в результате 12-дневной ирано-израильской войны Иран потерпел тяжёлое военное поражение.

## Границы

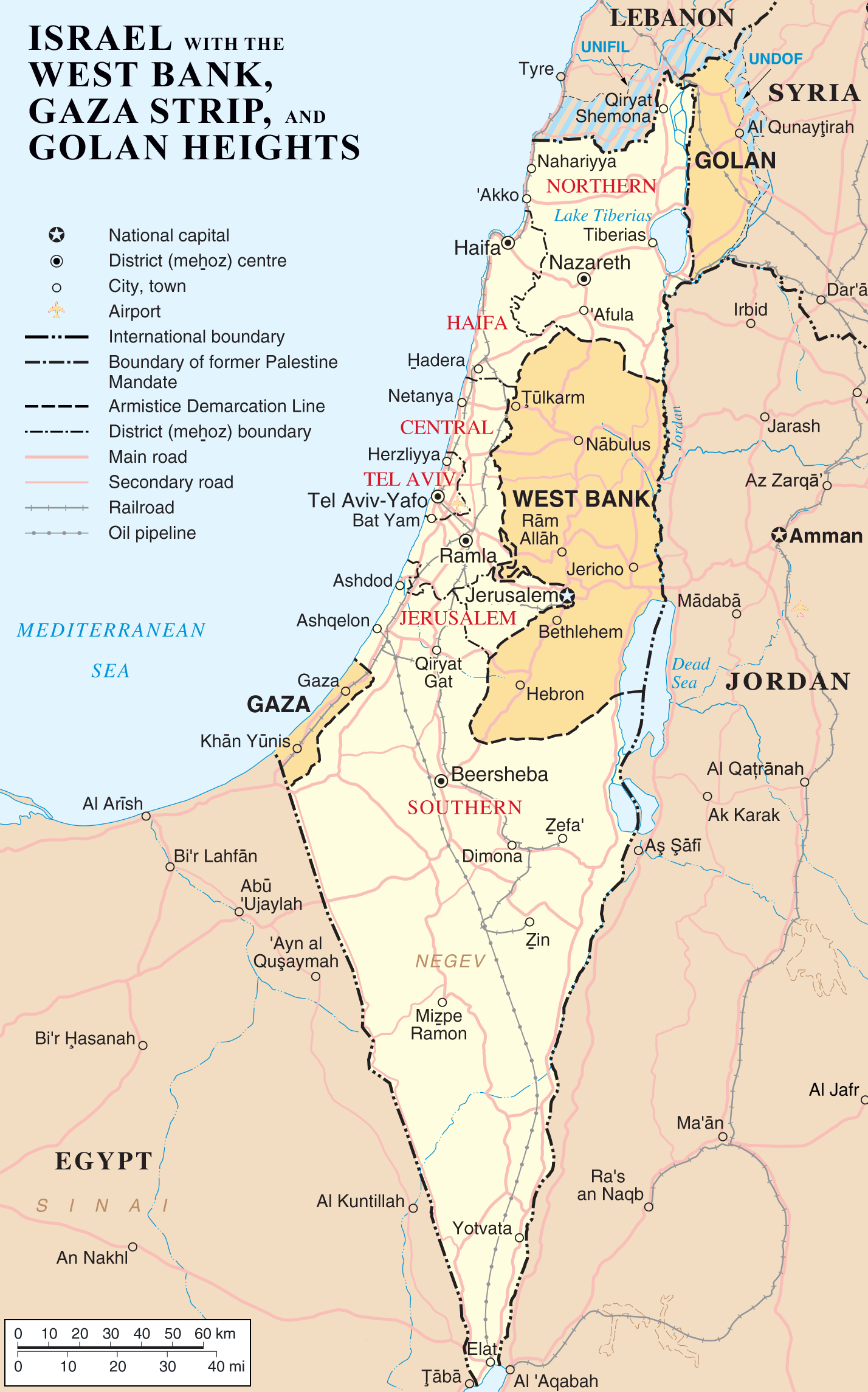

Согласно Электронной еврейской энциклопедии, с точки зрения международного права, территория и границы Израиля окончательно не определены. Сам Израиль, вследствие различных факторов, воздерживается от официального определения своих границ; ряд израильских юристов считают, что территория вообще не является обязательным элементом государства.
Существуют несколько возможных вариантов определения территории Израиля:
- Резолюция Генеральной Ассамблеи ООН 181/11 от 29 ноября 1947 года, которая не была признана арабскими странами и не была ими выполнена, остаётся единственным международно-правовым документом, в котором зафиксирована территория еврейского государства[110]. Этот документ предусматривал включение в еврейское государство Восточной Галилеи, Изреельской долины, большей части приморской равнины и пустыню Негев; в арабское государство — Западной Галилеи, гор Иудеи и Самарии (за исключением Иерусалима) и части приморской равнины от Исдуда (Ашдода) до границы с Египтом. Иерусалим и Вифлеем должны были стать территориями под международным контролем[111].
- Суверенная территория Израиля, сложившаяся в результате Войны за независимость 1949 год (признана де-факто большинством стран мира[112]), приблизительно равна 20 770 км², из которых 2 % заняты водой[113].
- Территория, на которую позже был распространён суверенитет Израиля, включая Восточный Иерусалим и Голанские высоты, равна 22 072 км²[114].
- Полная площадь территории, контролируемой Израилем, включая Палестинскую автономию и территории, занятые во время Шестидневной войны, составляет 27 799 км²[115].

Египетско-израильская граница была установлена по границе мандатной территории Палестины и закреплена договором от 26 марта 1979 года.
Иорданско-израильская граница зафиксирована договором от 26 октября 1994 года по линии между Британской подмандатной Палестиной и Эмиратом Трансиорданией, с некоторыми незначительными отличиями.
Границы Израиля с Ливаном и Сирией официально не урегулированы. Существует так называемая «голубая линия», граница Израиля и Ливана, признанная ООН, однако остаётся разногласие относительно Фермы Шебаа. С Сирией нет официально оформленной границы, есть лишь «линия прекращения огня», где, по решению Совета Безопасности ООН, по окончании войны 1973 года была создана буферная зона, разделяющая Израиль и Сирию.

## Контрабанда оружия морским путём
С усилением роли Ирана в конфликте и его региональной силы и невозможности оказания сухопутной поддержки своим сторонникам в конфликте им были посланы корабли с военной контрабандой, зафрахтованные у третьих стран:
- 2001 г. — корабль «Санторини»
- 2002 г. — корабль «Карин А» под флагом Тонги
- 2009 г. — корабль «Мончегорск», принадлежавший Кипру
- 2009 г. — корабль «Francop» под флагом Антигуа и Барбуда
- 2011 г. — корабль «Виктория»

## Политика Израиля на Западном Берегу реки Иордан и Секторе Газа
Политика, проводимая Государством Израиль на оккупированных территориях, вызывает широкий общественный резонанс и резкую критику со стороны ряда политиков, ООН, западных фондов и некоммерческих правозащитных организаций, среди которых Amnesty International, «Human Rights Watch» и If Americans Knew. Внутри страны действия правительства подвергаются критике такими организациями, как «Бецелем». В отчётах этих организаций содержатся многочисленные свидетельства, утверждающие о проведении пыток в израильских тюрьмах, лишении палестинцев гражданских прав (ограничение передвижения, экономическая блокада, издевательства, запрет на жалобу в гражданский суд, запрет на мирные демонстрации протеста), военных действиях, направленных против мирного населения, разрушений палестинских домов, агрессивном поведении еврейских поселенцев с попустительства израильской армии. Израильская политика на оккупированных территориях рядом общественных организаций и правозащитников сравниваются с политикой апартеида в ЮАР.
Официальные представители Израиля утверждают, что ООН и правозащитные организации применяют к Израилю двойные стандарты в вопросах прав человека. Они отмечают, что Израиль — единственное демократическое государство на Ближнем Востоке, но большая часть критики в области прав человека в этом регионе направлена против Израиля. Политолог Митчелл Бард отмечает, что правительство дало разрешение представителям Красного Креста и других организаций регулярно инспектировать израильские тюрьмы, а израильские законы запрещают произвольные аресты и защищают права обвиняемых, отсутствует смертная казнь даже для террористов. Бард пишет, что в Израиле нет политических заключённых, а судебная власть независима от правительства. Проблемы с ограничениями некоторых прав жителей территорий объясняются требованиями безопасности и борьбы с терроризмом. В опросе палестинских арабов в 2003 году Бард отмечает, что 80 % ценят израильское правительство и лишь 20 % — режим Палестинской автономии.